# 梅德巴赫河
51°10′21.2″N 8°43′30.7″E / 51.172556°N 8.725194°E
梅德巴赫河（德語：Medebach），是德國的河流，位於該國西部，處於北萊茵-威斯特法倫州，屬於奧爾克河的左支流，河道全長7.9公里，流域面積8.3平方公里。